# Gewoon sterrenmos
Gewoon sterrenmos (Mnium hornum) is een mos uit de sterrenmosfamilie (Mniaceae). Het koloniseert het liefst kalkvrije tot kalkarme, voldoende vochtige bosbodems. Als de luchtvochtigheid hoog is, koloniseert het ook andere substraten zoals dood hout en de schors van levende bomen. Kenmerkend is de bladrand met tanden in paren. 

## Kenmerken
Het vormt donkergroene kussentjes of zoden. De stengel kan 10 cm lang worden. Het kapselt veel hoewel de soort tweehuizig is. Het blad is cirkelvormig tot eirond, tong- of lancetvormig. De lancetvormige, vochtige rechtopstaande bladeren zijn vaak roodbruin van kleur. Ze bereiken een lengte van ongeveer 6 tot 12 mm en een breedte van ongeveer 1 tot 2,5 mm. Als ze droog zijn, worden de bladeren vaak naar de stengel gedraaid. De gezoomde bladrand is voorzien van kenmerkende dubbele tanden. De nerf loopt naar de bladpunt en is aan de achterkant gezaagd. 
De lamina-cellen zijn zeshoekig van vorm en gemiddeld slechts ongeveer 100 micrometer lang.

## Verspreiding
Het verspreidingsgebied strekt zich uit tot bijna het gehele koelere noordelijk halfrond tot een hoogte van ongeveer 1700 m bij grotere spleten in kalksteengebieden. In Nederland komt de soort algemeen voor.

Gewoon sterrenmos
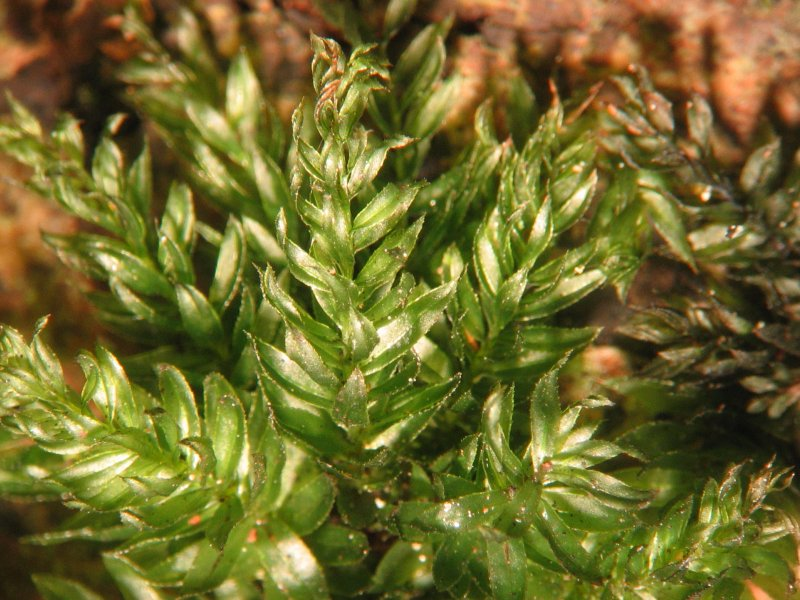
Plant
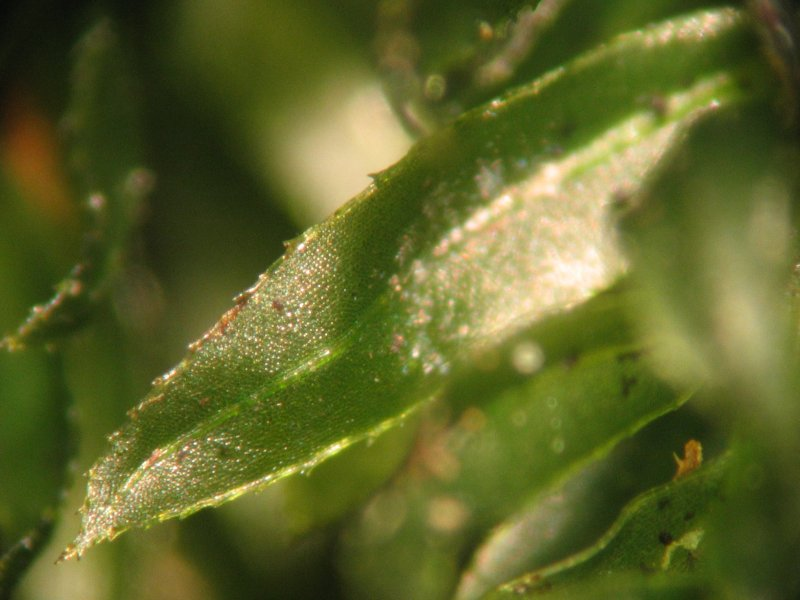
Blad met tanden
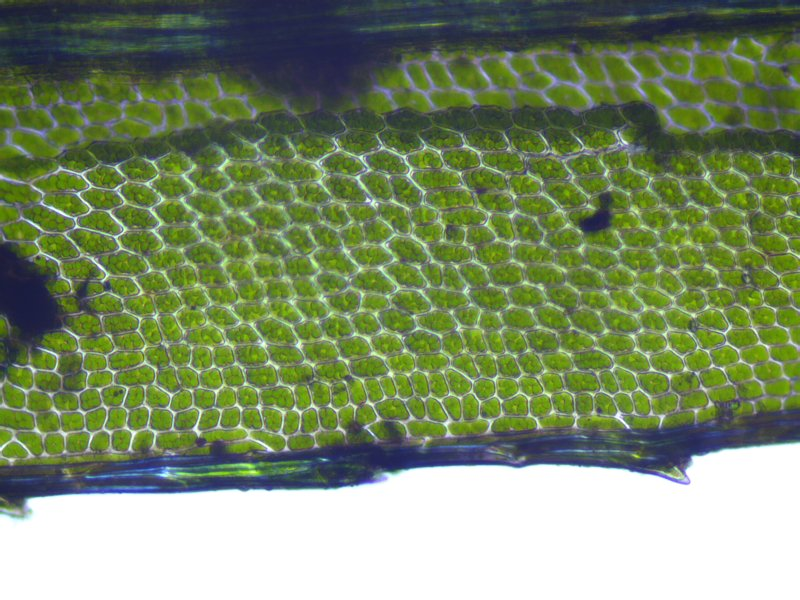
Bladrand
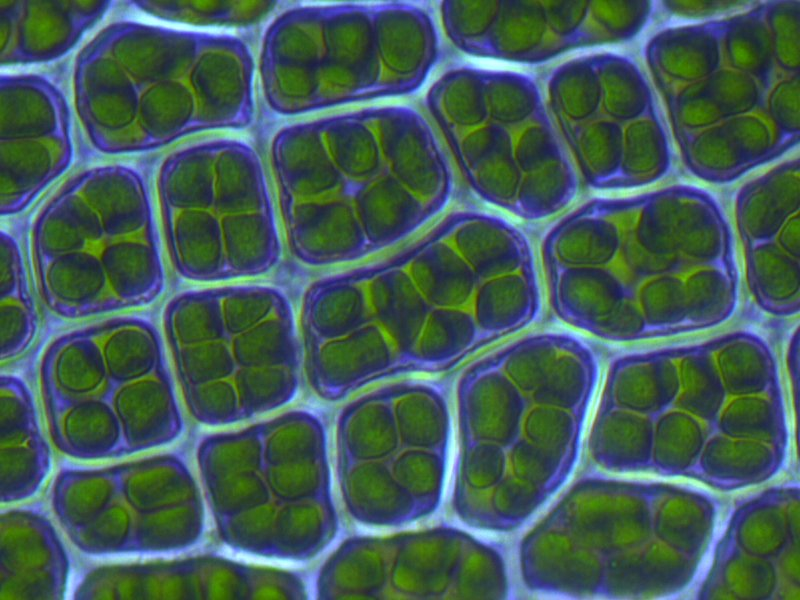
laminacellen met chloroplasten
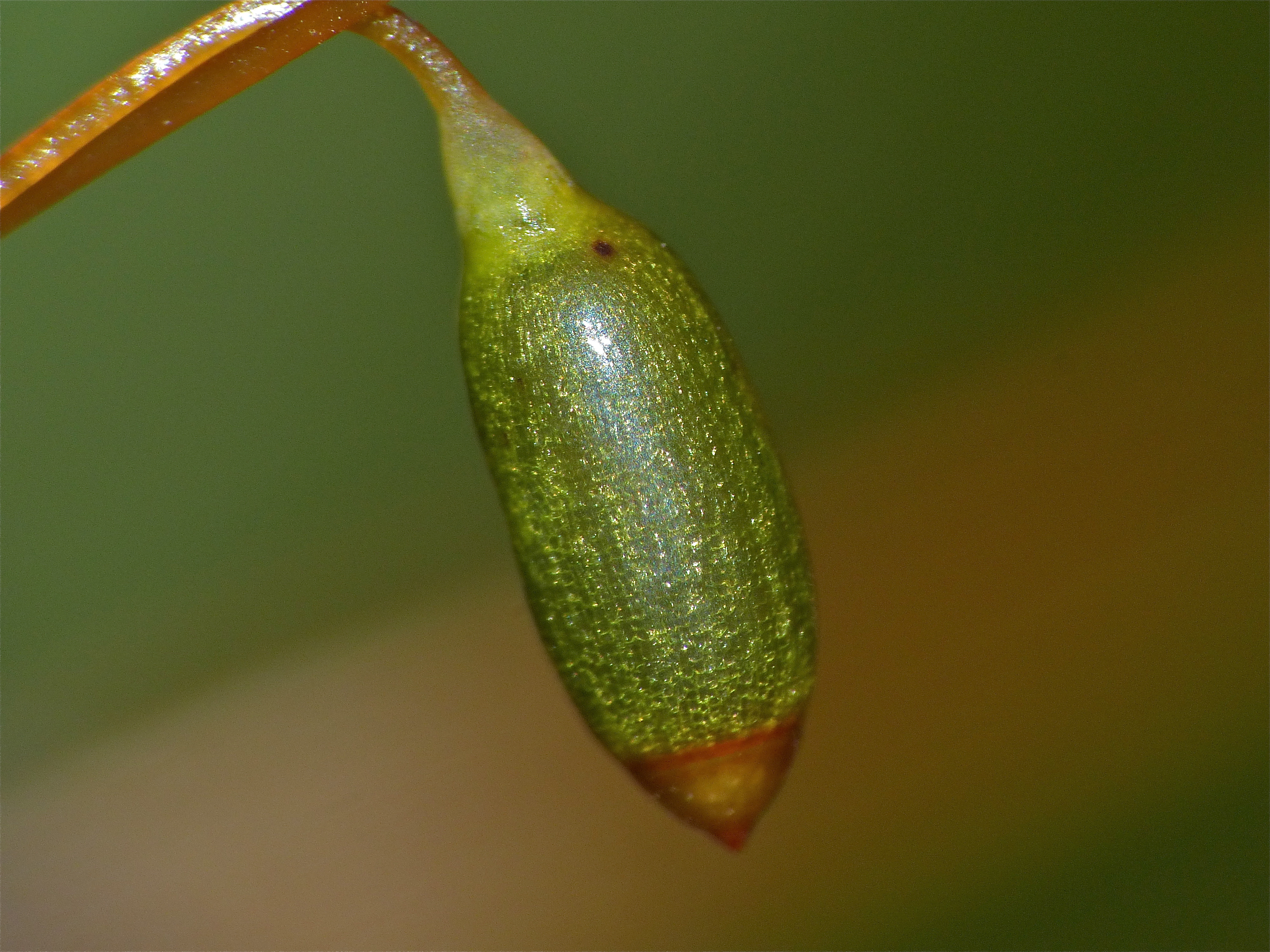
Sporenkapsel